# Metaphidippus quadrinotatus
Metaphidippus quadrinotatus là một loài nhện trong họ Salticidae.
Loài này thuộc chi Metaphidippus. Metaphidippus quadrinotatus được Frederick Octavius Pickard-Cambridge miêu tả năm 1901.